# Charles Morgan
Charles Morgan (* 21. April 1795 in Clinton, Connecticut; † 8. Mai 1878 in New York City) war ein US-amerikanischer Unternehmer. Er war Eisenbahn- und Transport-Tycoon.
Im Alter von 14 Jahren begann er im Schiffsausrüster-Geschäft seines Onkels zu arbeiten und gründete später sein eigenes Importgeschäft. Als dieses wuchs, investierte er in eine Dampfschifffahrtslinie, die Handel mit den Westindischen Inseln betrieb.

## Die eigene Schifffahrtslinie
1837 eröffnete die erste Dampfschifffahrtslinie zwischen New Orleans und Galveston. Von dieser Achse dehnte er seinen Fahrplan 1848 nach den Häfen von Matagorda Bay, 1849 nach Brazos Santiago, 1853 nach Vera Cruz, 1856 nach Key West, 1868 nach Rockport, Corpus Christi und Havana und schließlich 1875 nach New York aus.
Er begann mit dem Bau eigener Schiffe und war einer der ersten Bauherren, die von Holz- auf Eisenkonstruktion umstellten.

## In Nicaragua

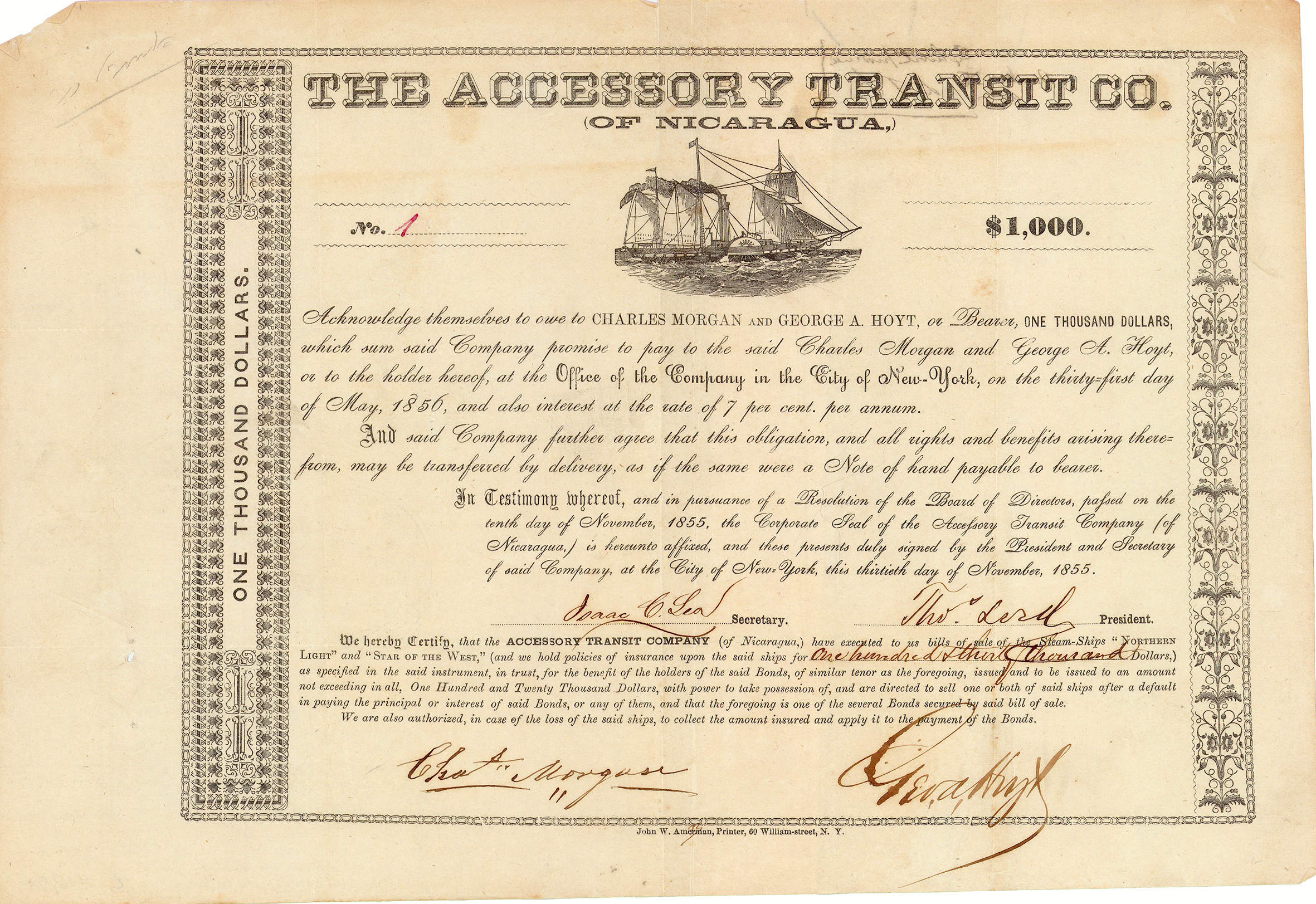
Obligation der Accessory Transit Company (of Nicaragua) vom 30. November 1855, signiert von Charles Morgan

Als Cornelius Vanderbilt 1853 zu einer längeren Geschäftsreise nach Europa aufbrach, übertrug er die Verantwortung über sein Unternehmen Accessory Transit Co. an Morgan & Garrison, einer Geschäftspartnerschaft von Charles Morgan und Cornelius Kingsland Garrison. Dieses Unternehmen sollte eine Passagierverbindung von New York City nach Kalifornien ermöglichen und setzte dabei auf Flussboote und Postkutschen durch Nicaragua. Diese Verbindung sollte schneller sein als eine Alternative über Panama. Als William Walker im Oktober 1855 mit einer Söldnertruppe von 57 Mann nach Nicaragua aufbrach und dort die Macht übernahm, wurde dieser von Morgan & Garrison mit 20.000 US-Dollar unterstützt. Im Gegenzug annullierte Walker die bisherige Lizenz von Accessory Transit und vergab stattdessen an Morgan & Garrison eine exklusive Lizenz für den Betrieb einer Transportverbindung durch Nicaragua. Als Vanderbilt von diesem Betrug erfuhr, schrieb er einen kurzen und berühmten Brief an seine ehemaligen Geschäftspartner:

“Gentlemen: You have undertaken to cheat me. I won't sue you, for the law is too slow. I'll ruin you. Yours truly, Cornelius Vanderbilt.”

„Meine Herren! Sie haben es gewagt, mich zu betrügen. Ich werde Sie nicht verklagen, denn die Justiz ist zu langsam. Ich werde Sie ruinieren. Hochachtungsvoll, Cornelius Vanderbilt.“

In der Folge gründete Vanderbilt ein anderes Unternehmen, das die Transitroute über Panama benutzte. Er kürzte dabei die Transitpreise derart drastisch, dass Morgan & Garrison in den Konkurs getrieben wurden und Vanderbilt die Kontrolle über Accessory Transit Co. wiederherstellen konnte.

## Eisenbahnlinie
Ebenfalls in den 1850er-Jahren begann der Bau der New Orleans, Opelousas and Great Western Railroad. Da New Orleans ein wichtiger Hafen für Morgans Dampfschifffahrtsunternehmen war, sah er dies als Chance, um seine Waren nach Texas zu transportieren. Er investierte 2.050.000 US-Dollar in den Bau der Eisenbahnlinie und konnte sie später vollständig übernehmen. Sie wurde als Louisiana & Texas Railroad reorganisiert. Die Eisenbahnlinie wurde weiter nach Westen ausgebaut und erreichte Lafayette im Jahr 1879. Morgan jedoch starb wenige Wochen vor dem Erreichen der Stadt. Das Unternehmen wurde unter seinen Vorgaben weiterbetrieben und 1885 schließlich an die Southern Pacific Railroad verkauft.

## Familie

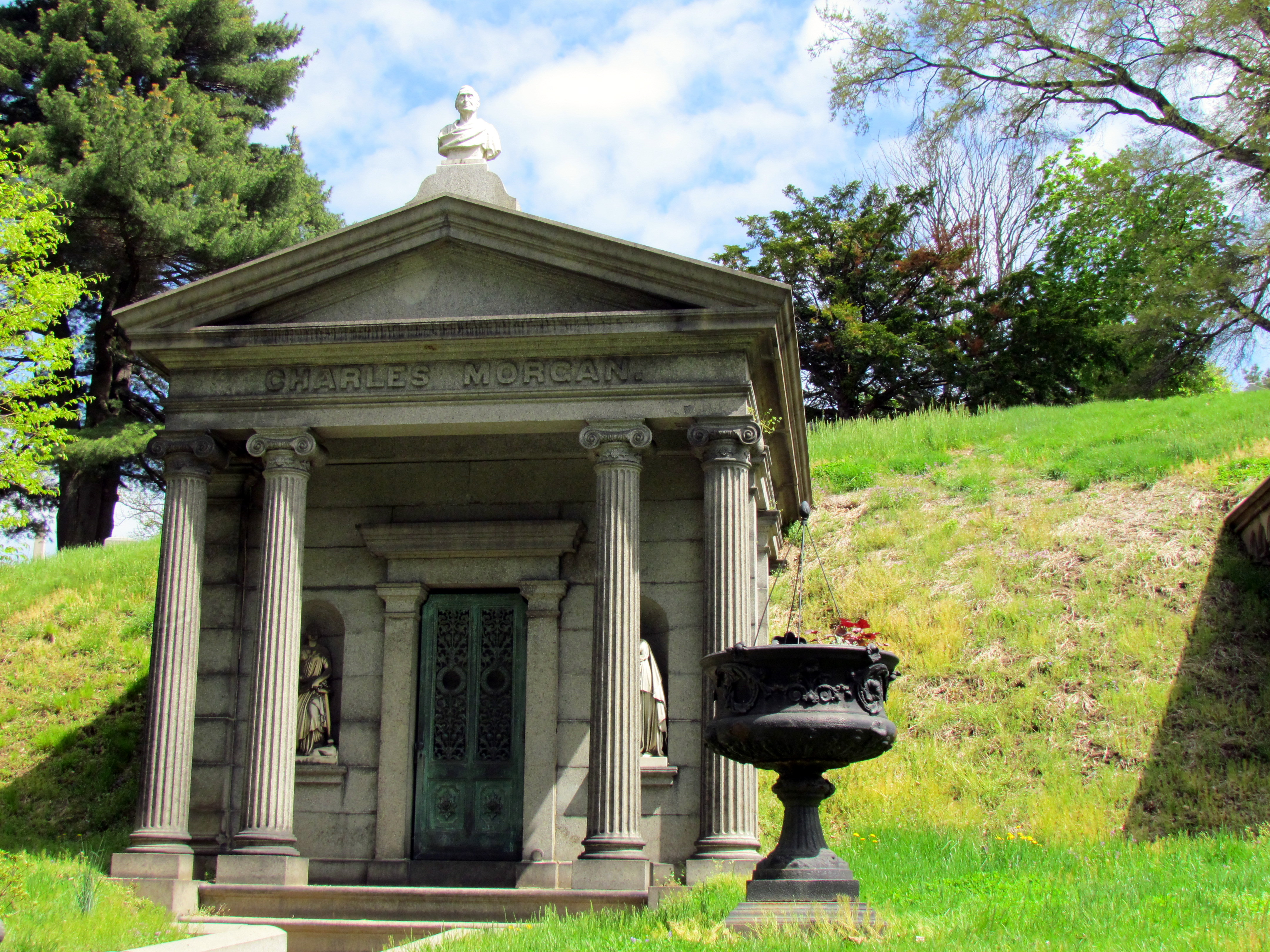
Morgans Gruft auf der Green-Wood Cemetery in Brooklyn

Am 5. Juli 1817 heiratete Morgan Emily Reeves, die ihm fünf Kinder gebar. Nach ihrem Tod 1850, heiratete er am 24. Juni 1851 Mary Jane Sexton. Charles Morgan starb am 8. Mai 1878 in New York City. Er wurde auf der Green-Wood Cemetery in Brooklyn bestattet.